# Boschi dell'Astino e dell'Allegrezza
Boschi dell'Astino e dell'Allegrezza este o arie protejată (arie specială de conservare — SAC, sit de importanță comunitară — SCI) din Italia întinsă pe o suprafață de 50 ha, integral pe uscat.

## Localizare
Centrul sitului Boschi dell'Astino e dell'Allegrezza este situat la coordonatele 45°42′25″N 9°37′58″E / 45.706931°N 9.632783°E.

## Înființare
Situl Boschi dell'Astino e dell'Allegrezza a fost declarat sit de importanță comunitară în iunie 1995 pentru a proteja 14 specii de animale. Situl a fost protejat și ca arie specială de conservare în iulie 2016.

## Biodiversitate
Situată în ecoregiunea alpină, aria protejată conține 3 habitate naturale: Păduri ilirice de stejar și carpen (Erythronio-Carpinion), Păduri aluvionare cu Alnus glutinosa și Fraxinus excelsior (Alno-Padion, Alnion incanae, Salicion albae), Pajiști cu Molinia pe soluri calcaroase, turboase sau argilos-nămoloase (Molinion caeruleae).
La baza desemnării sitului se află mai multe specii protejate:
- păsări (10): uliu păsărar (Accipiter nisus), Certhia brachydactyla, botgros (Coccothraustes coccothraustes), ciocănitoare pestriță mare (Dendrocopos major), ciuf-pitic (Otus scops), viespar (Pernis apivorus), codroșul de pădure (Phoenicurus phoenicurus), țiclete (Sitta europaea), huhurez mic (Strix aluco), silvie mediteraneană (Sylvia melanocephala)
- amfibieni (2): Rana latastei, Triturus carnifex
- nevertebrate (2): croitorul mare al stejarului (Cerambyx cerdo), rădașcă (Lucanus cervus)

Pe lângă speciile protejate, pe teritoriul sitului au mai fost identificate 18 specii de plante, 4 specii de amfibieni, 8 specii de mamifere, 3 specii de nevertebrate, 4 specii de reptile.